# لوئیس میلا (زاده ۱۹۹۴)
لوئیس میلا (انگلیسی: Luis Milla؛ زادهٔ ۷ اکتبر ۱۹۹۴) بازیکن فوتبال اهل اسپانیا است.
از باشگاه‌هایی که در آن بازی کرده‌است می‌توان به باشگاه فوتبال فوئنلابرادا، باشگاه ورزشی تنریف، و باشگاه فوتبال گرانادا اشاره کرد.